# Izolacja ochronna
Izolacja ochronna – środek ochrony przeciwporażeniowej przed dotykiem pośrednim (ochrona dodatkowa).

Oznaczenie urządzeń II klasy ochronności, w których zastosowano izolację ochronną.

W urządzeniach elektrycznych izolacja części czynnych o takich parametrach, które ograniczą do minimum możliwość porażenia prądem. Izolacja ochronna ma zapobiegać pojawieniu się niebezpiecznego napięcia przy uszkodzeniu izolacji podstawowej. Izolację ochronną może tworzyć izolacja podwójna, składająca się z izolacji podstawowej i izolacji dodatkowej, lub izolacji wzmocnionej.  Stosowana jest w urządzeniach II klasy ochronności. W urządzeniach tej klasy nie stosuje się przewodu ochronnego PE i wyrównawczego CC. Urządzenia z zastosowaną izolacją ochronną to najczęściej urządzenia gospodarstwa domowego lub ręczne elektronarzędzia. Wymagania określające zasady ochrony od porażeń prądem elektrycznym zamieszczone są w Polskiej Normie PN-EN 61140:2005 zgodnej z dyrektywą Unii Europejskiej 73/23/EWG.